# 深江橋駅
深江橋駅（ふかえばしえき）は、大阪府大阪市東成区深江北一丁目にある、大阪市高速電気軌道 (Osaka Metro) 中央線の駅。駅番号はC21。

## 歴史
- 1968年（昭和43年）7月29日：4号線（現在の中央線）の森ノ宮 - 当駅間延伸時に開業。当初は終着駅だった。
- 1985年（昭和60年）4月5日：中央線が当駅から長田まで延伸、中間駅となる[1]。
- 2018年（平成30年）4月1日：大阪市交通局の民営化により、大阪市高速電気軌道 (Osaka Metro) の駅となる。
- 2024年（令和6年）8月9日：可動式ホーム柵の運用を開始。

## 駅構造
相対式ホーム2面2線の地下駅。改札口は1ヵ所のみで、コンコースへの階段はホームの長田寄りにしか設けられていない。それ以外にコスモスクエア寄りには地上に向かう非常口が設置されている。かつては折り返し駅であったため、緑橋寄りに両渡り線があったが、1980年代後半頃に撤去されている。

### のりば
| 番線 | 路線   | 行先                             |
| ---- | ------ | -------------------------------- |
| 1    | 中央線 | 長田・生駒・学研奈良登美ヶ丘方面 |
| 2    | 中央線 | 本町・弁天町・大阪港・夢洲方面   |

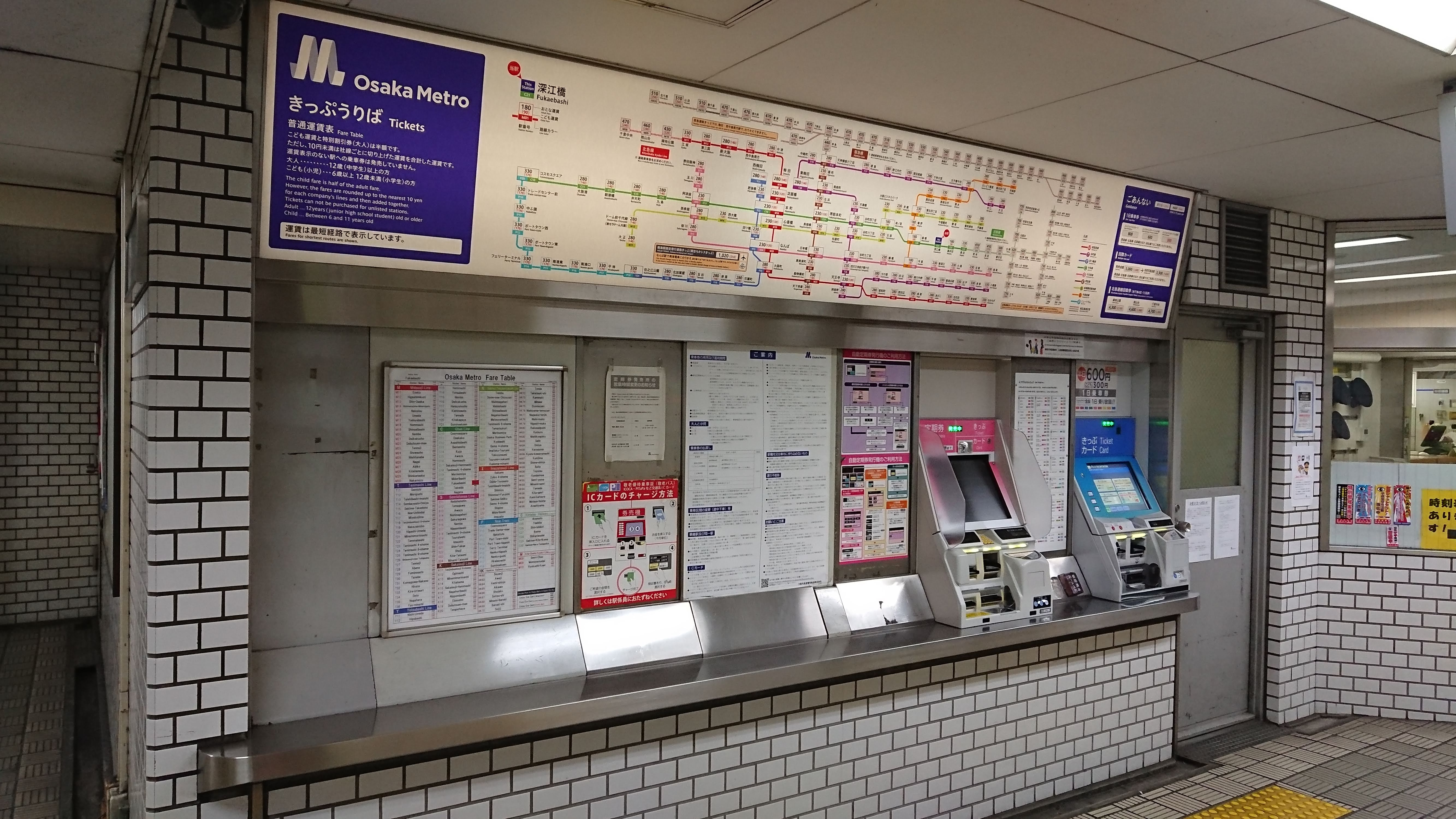
自動券売機（2020年3月）
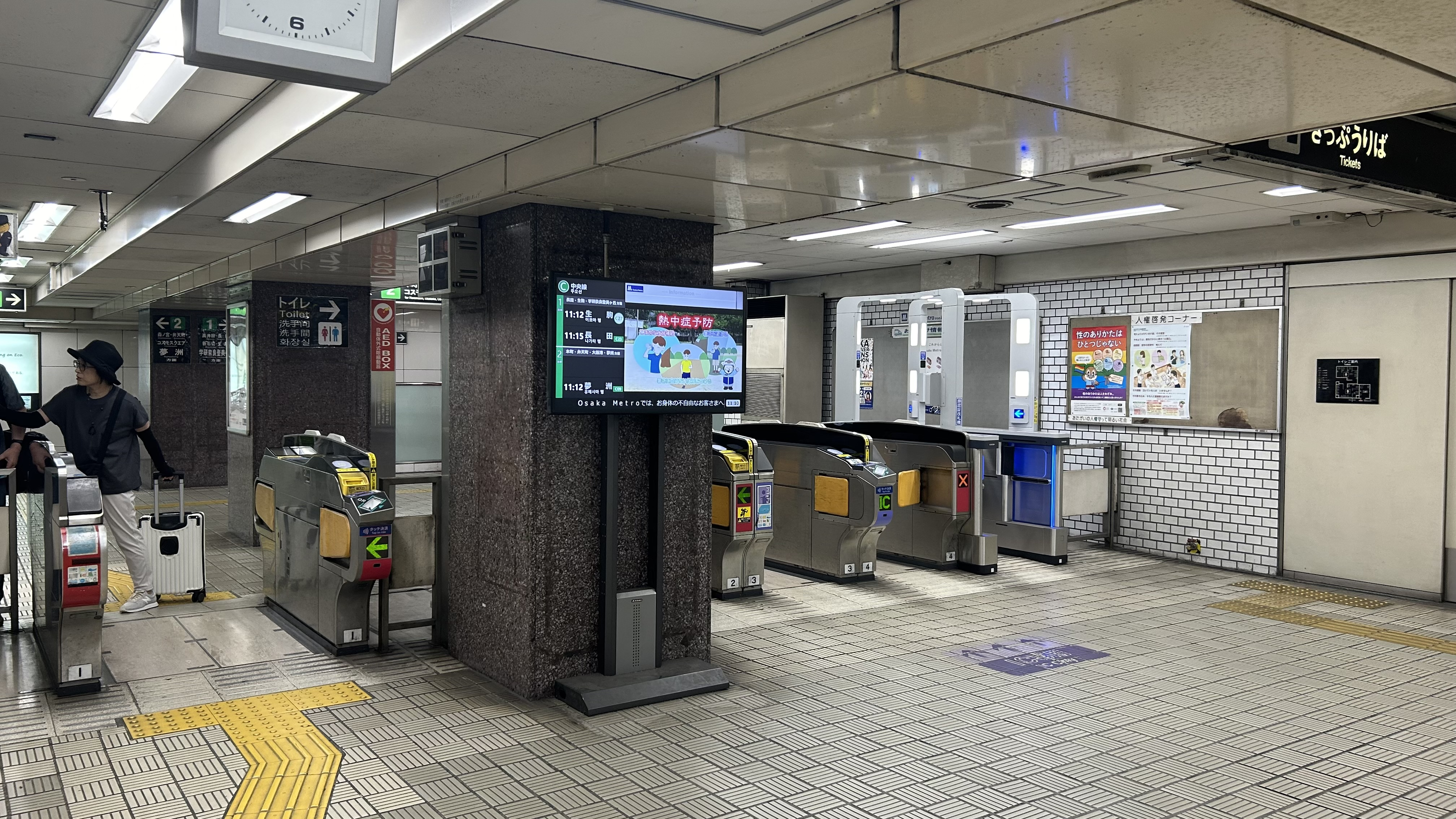
改札口
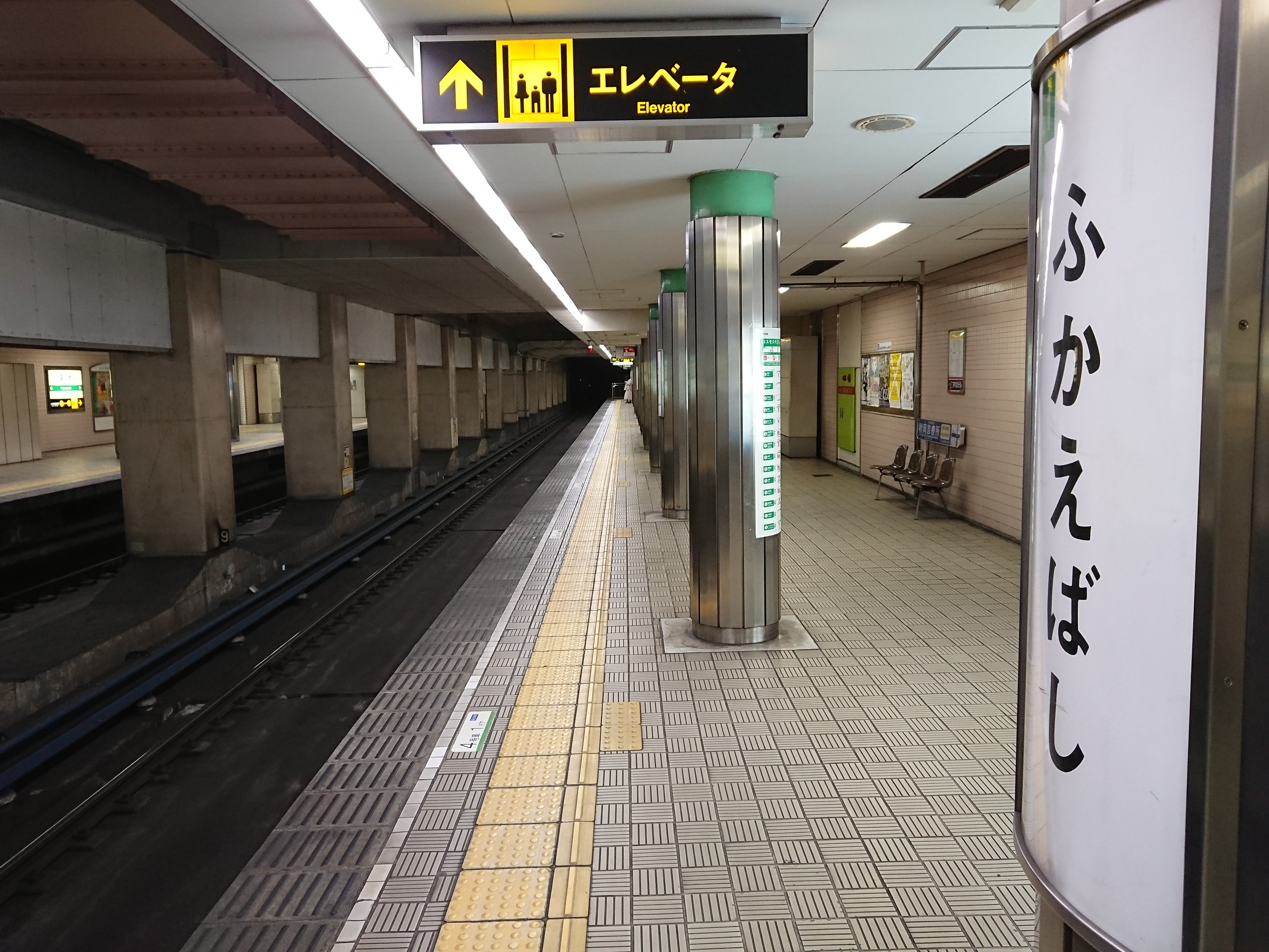
ホーム（2020年3月、ホーム柵設置前）
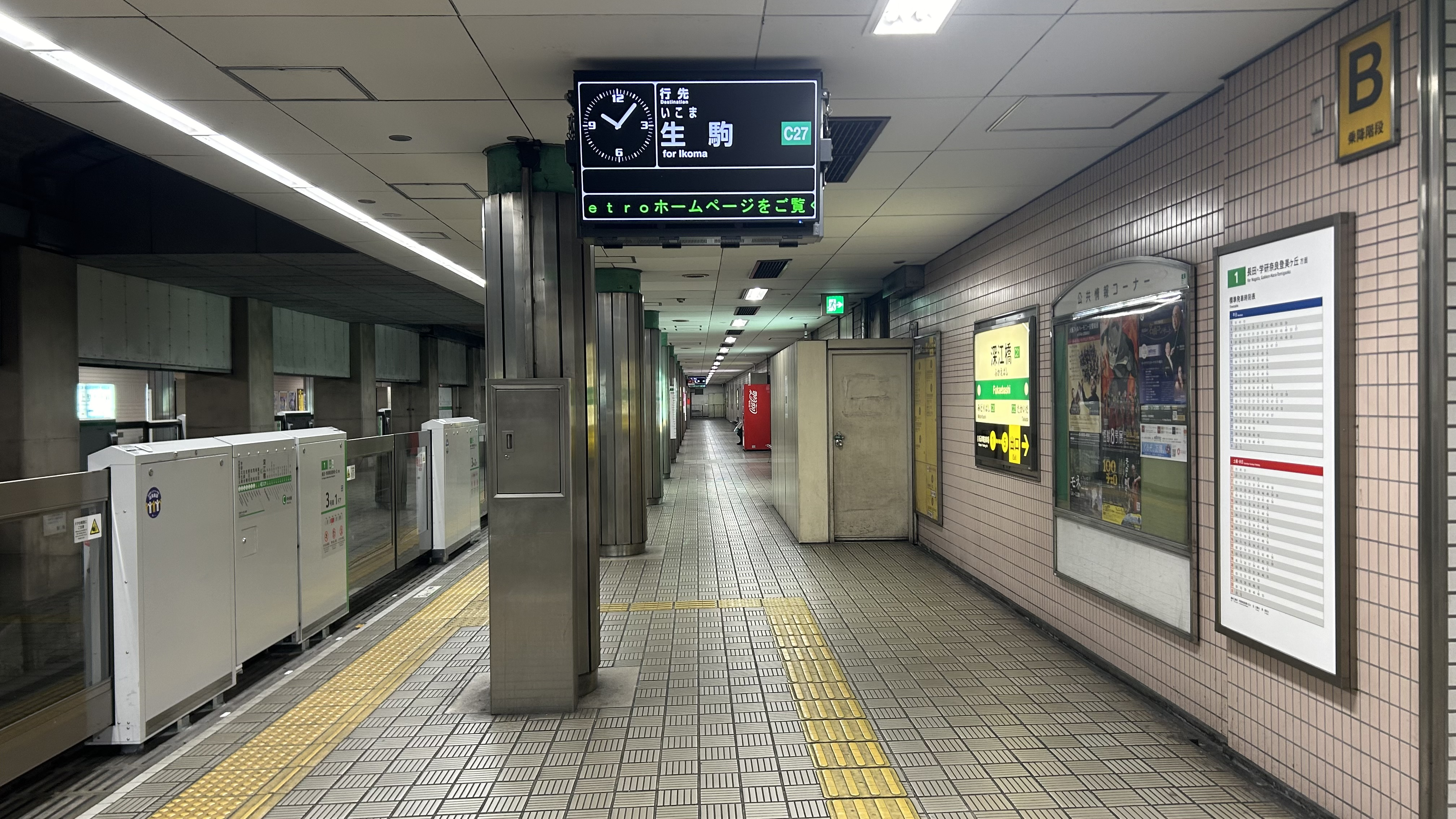
1番線ホーム（2025年1月、ホーム柵設置後）
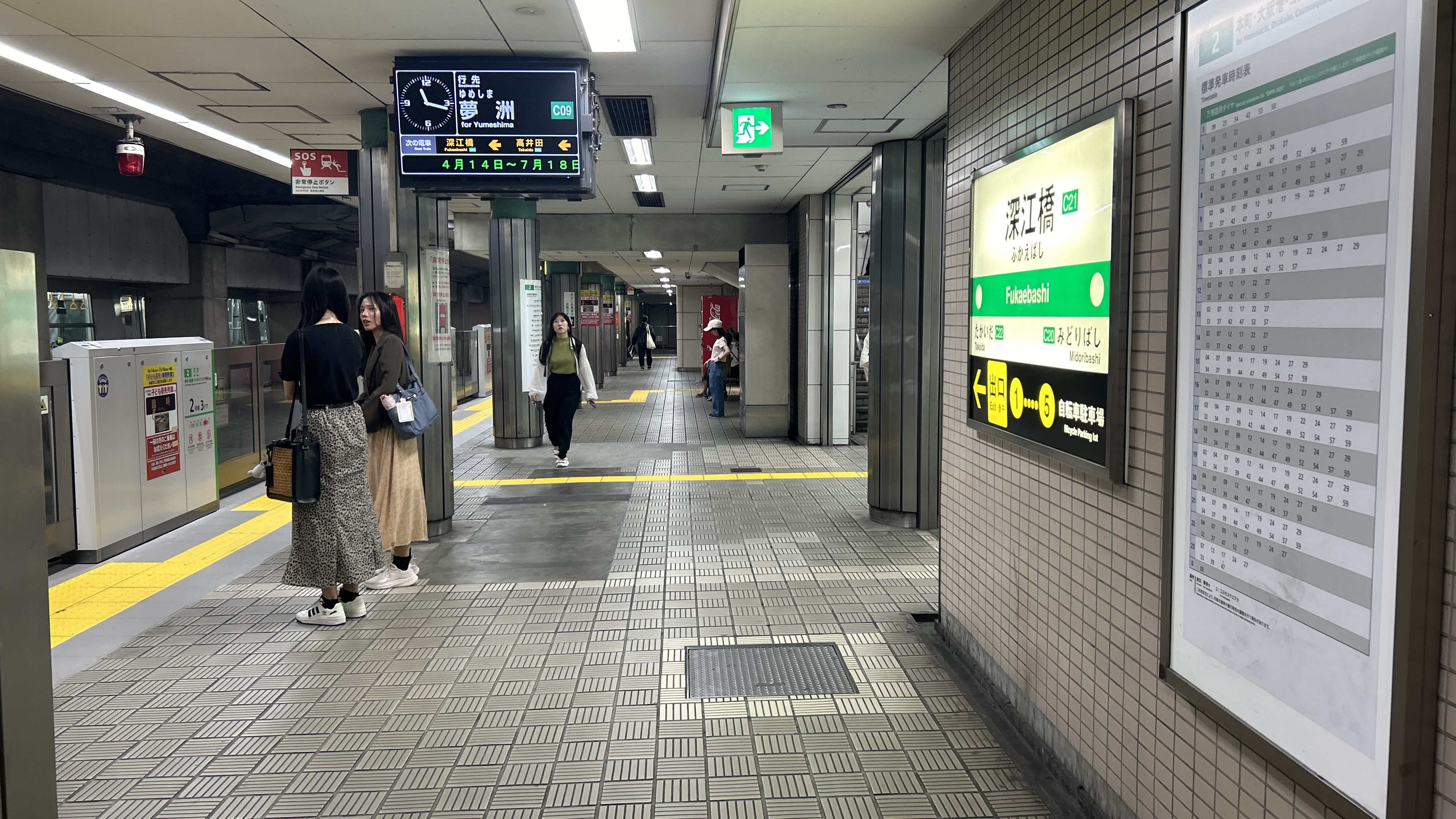
2番線ホーム（ホーム柵設置後）
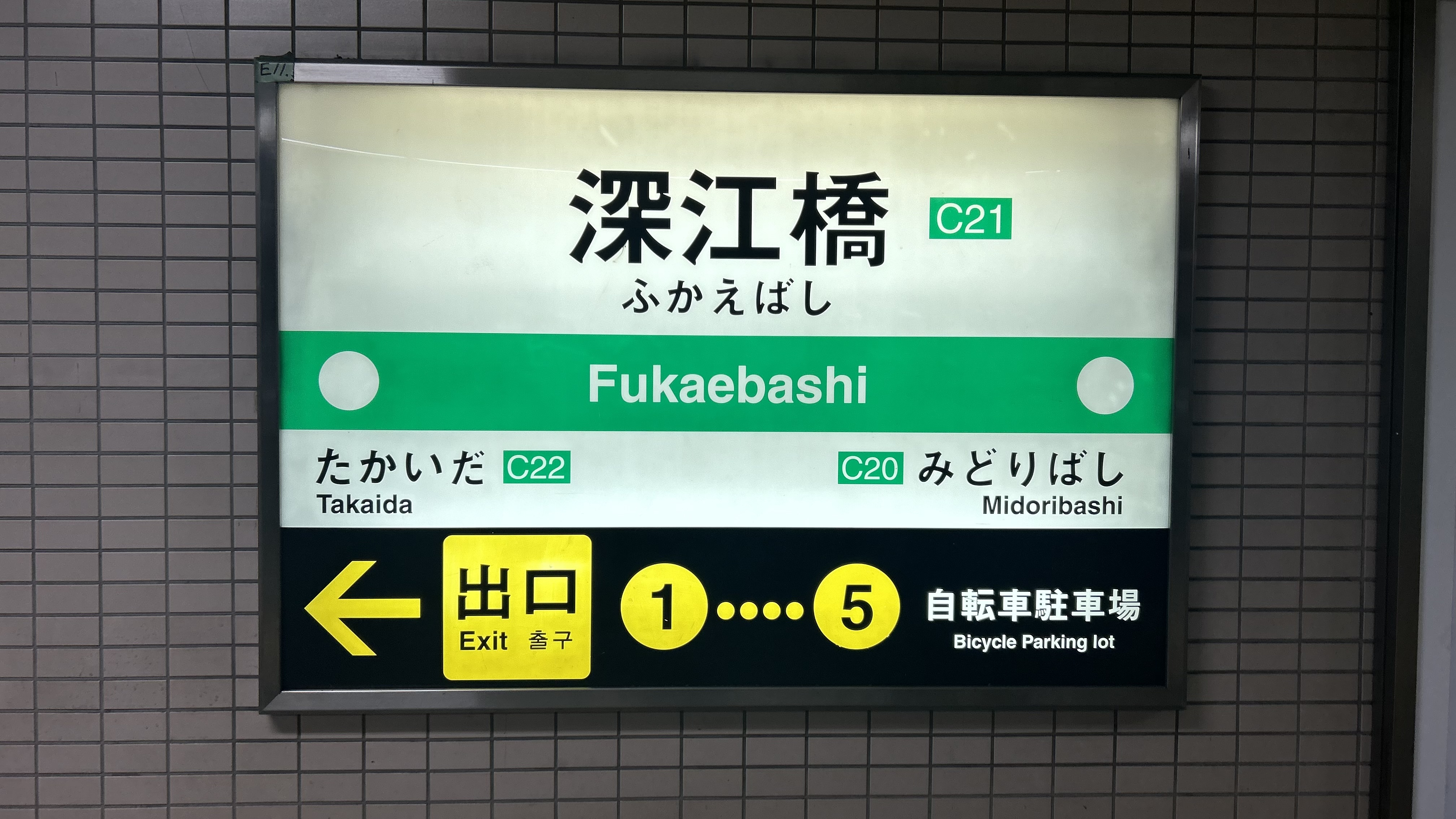
駅名標

### トイレ
トイレは改札内にある。また、改札外には多機能トイレのみある。

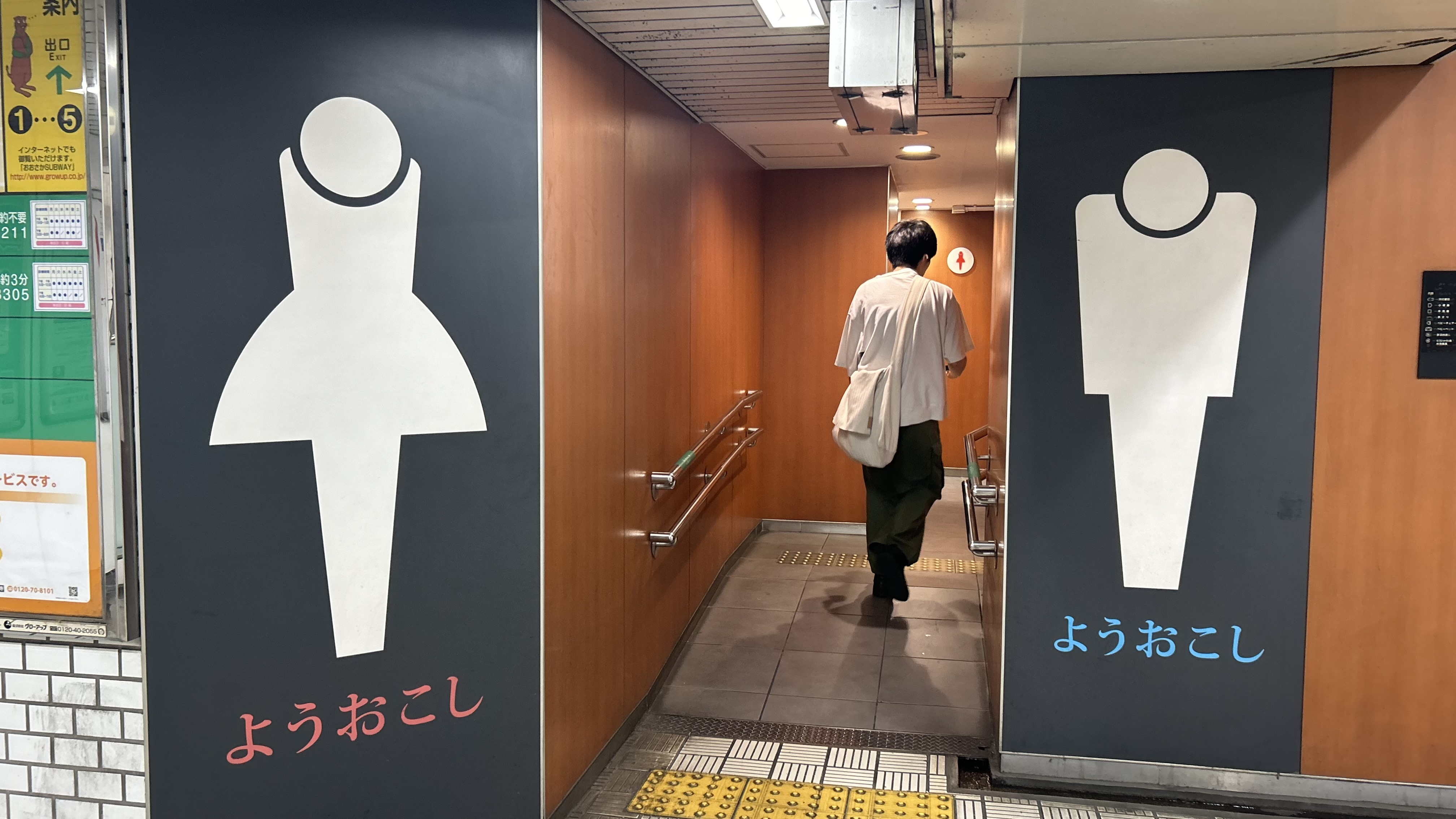
改札内トイレ
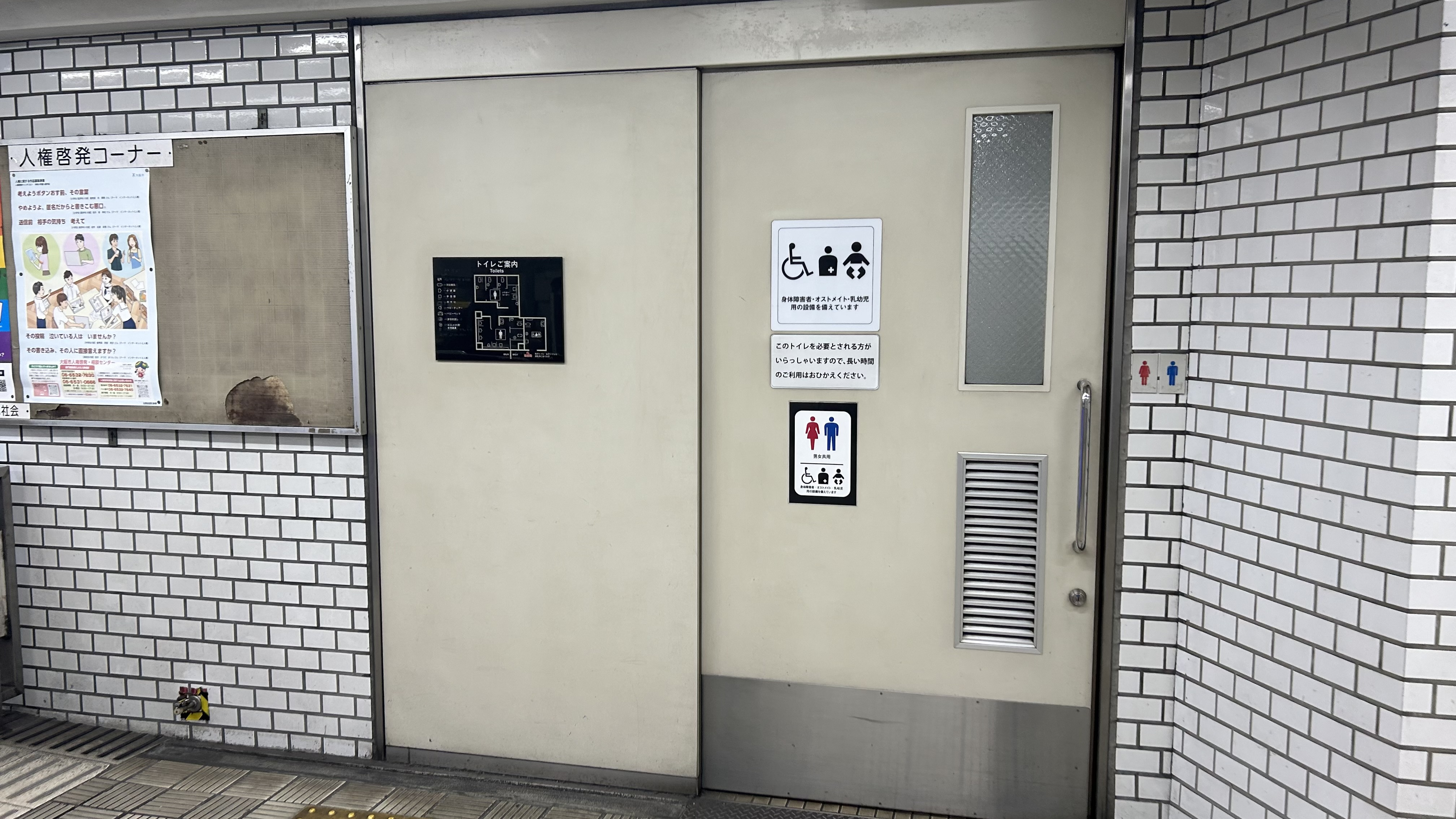
改札外トイレ

### 出口
| 出口番号 | 出口周辺         | 備考             |
| -------- | ---------------- | ---------------- |
| 1        |                  |                  |
| 2        |                  | エレベーターあり |
| 3        | 自転車駐車場     |                  |
| 4        | シティバスのりば |                  |
| 5        | シティバスのりば |                  |

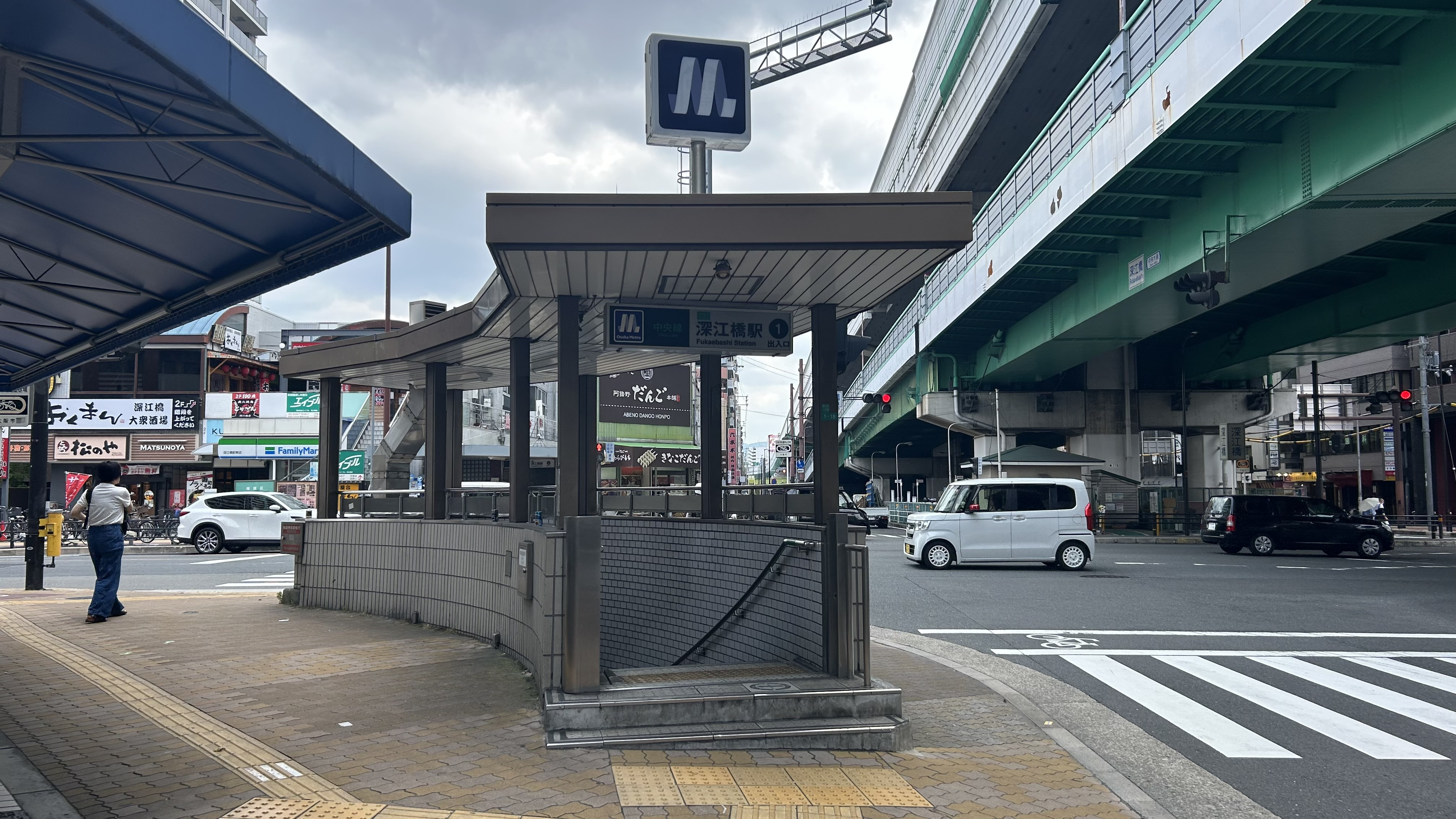
1号出入口
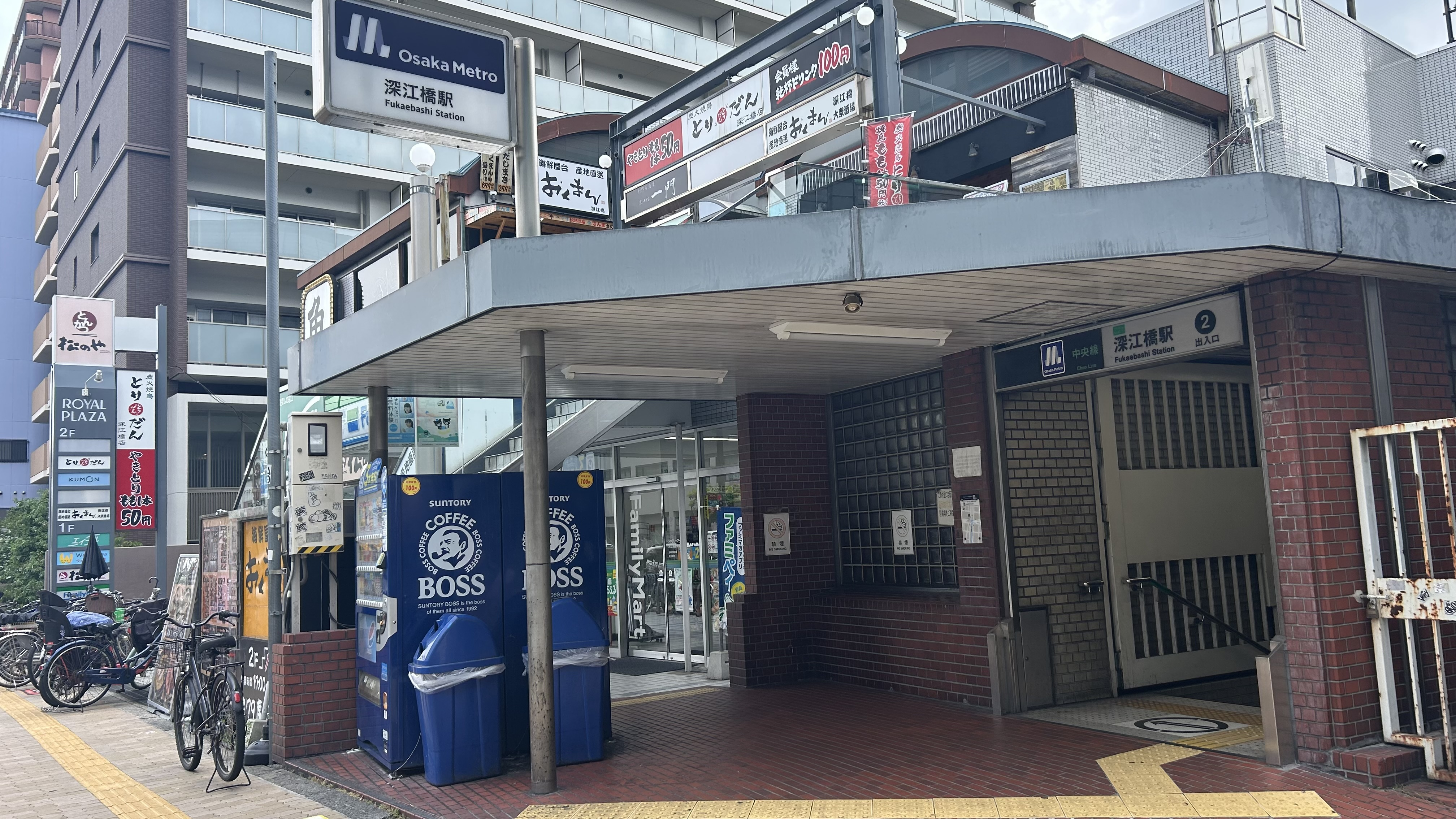
2号出入口
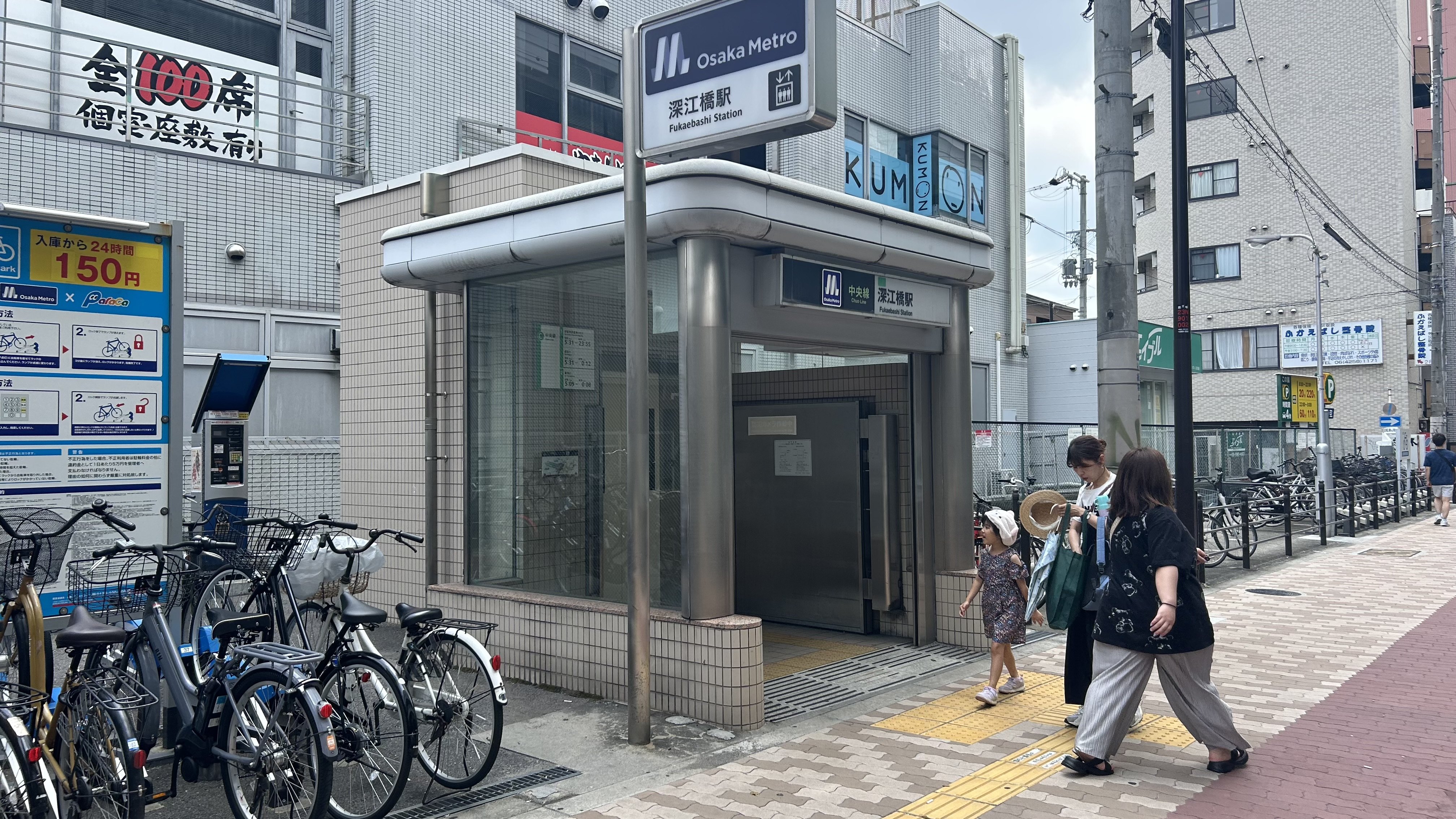
2号出入口（エレベーター）
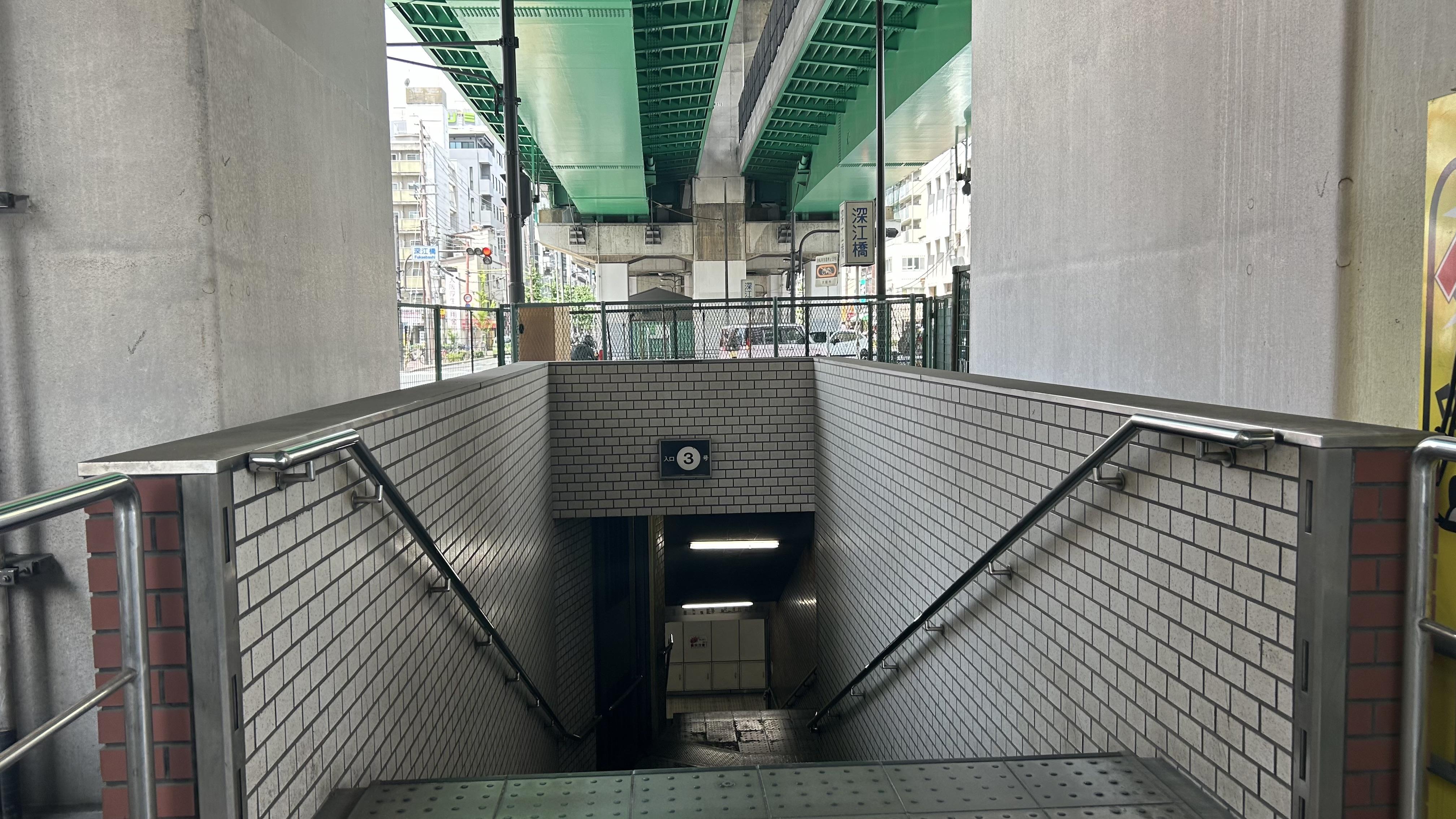
3号出入口
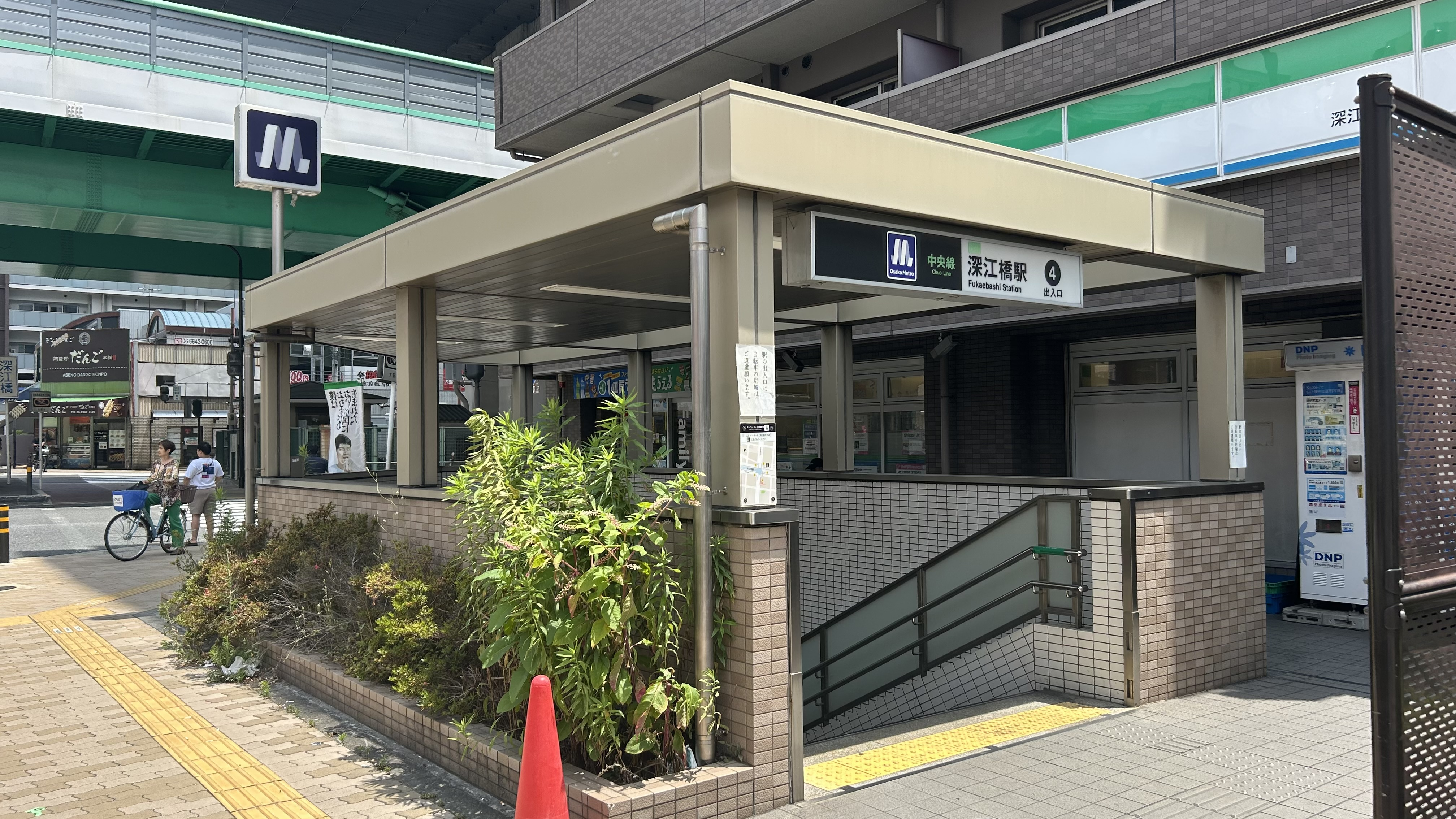
4号出入口
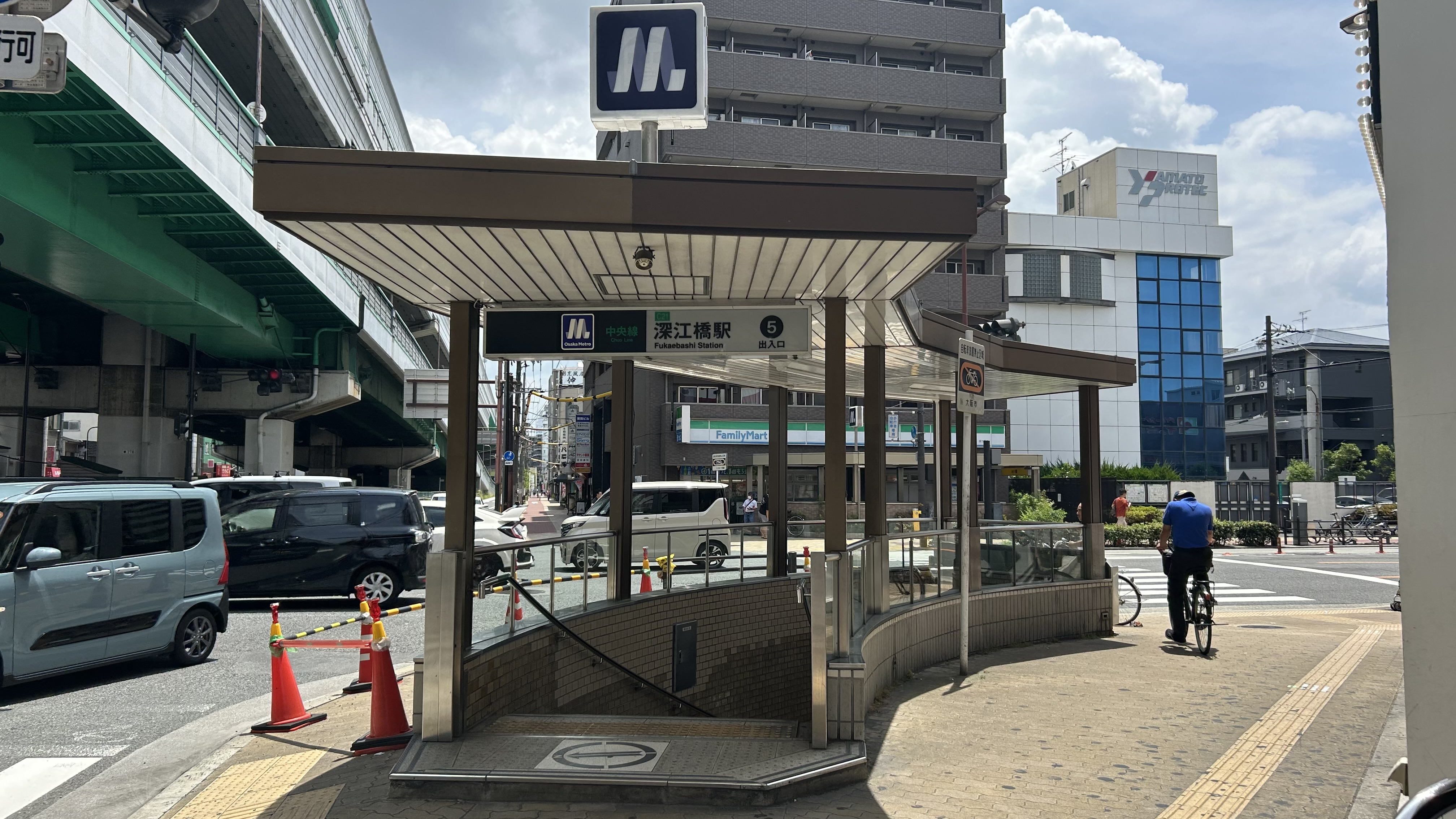
5号出入口

## 利用状況
2024年11月12日の1日乗降人員は21,759人（乗車人員：11,021人、降車人員：10,738人）であり、中央線の駅では14駅中11位（他線と合算しない駅では第4位）。
各年度の特定日における利用状況は下表の通りである。なお1969・1995年度の調査についてはそれぞれ1970・1996年に行われているが、会計年度上表中に記載の年度となる。
| 年度               | 調査日   | 乗車人員 | 降車人員 | 乗降人員 | 出典          | 出典          |
| 年度               | 調査日   | 乗車人員 | 降車人員 | 乗降人員 | メトロ        | 大阪府        |
| ------------------ | -------- | -------- | -------- | -------- | ------------- | ------------- |
| 1968年（昭和43年） | 11月12日 | 3,434    | 3,416    | 6,850    |               | [ 大阪府 1 ]  |
| 1969年（昭和44年） | 01月27日 | 7,181    | 6,336    | 13,517   |               | [ 大阪府 2 ]  |
| 1970年（昭和45年） | 11月06日 | 8,534    | 8,340    | 16,874   |               | [ 大阪府 3 ]  |
| 1972年（昭和47年） | 11月14日 | 9,813    | 9,344    | 19,157   |               | [ 大阪府 4 ]  |
| 1975年（昭和50年） | 11月07日 | 9,983    | 9,526    | 19,509   |               | [ 大阪府 5 ]  |
| 1977年（昭和52年） | 11月18日 | 10,862   | 10,617   | 21,479   |               | [ 大阪府 6 ]  |
| 1981年（昭和56年） | 11月10日 | 11,309   | 11,142   | 22,451   |               | [ 大阪府 7 ]  |
| 1985年（昭和60年） | 11月12日 | 9,886    | 9,759    | 19,645   |               | [ 大阪府 8 ]  |
| 1987年（昭和62年） | 11月10日 | 11,007   | 10,782   | 21,789   |               | [ 大阪府 9 ]  |
| 1990年（平成02年） | 11月06日 | 11,283   | 10,962   | 22,245   |               | [ 大阪府 10 ] |
| 1995年（平成07年） | 02月15日 | 10,999   | 10,469   | 21,468   |               | [ 大阪府 11 ] |
| 1998年（平成10年） | 11月10日 | 10,095   | 10,473   | 20,568   |               | [ 大阪府 12 ] |
| 2007年（平成19年） | 11月13日 | 10,500   | 10,293   | 20,793   |               | [ 大阪府 13 ] |
| 2008年（平成20年） | 11月11日 | 10,161   | 9,948    | 20,109   |               | [ 大阪府 14 ] |
| 2009年（平成21年） | 11月10日 | 10,054   | 9,846    | 19,900   |               | [ 大阪府 15 ] |
| 2010年（平成22年） | 11月09日 | 9,813    | 9,631    | 19,444   |               | [ 大阪府 16 ] |
| 2011年（平成23年） | 11月08日 | 9,904    | 9,701    | 19,605   |               | [ 大阪府 17 ] |
| 2012年（平成24年） | 11月13日 | 10,153   | 9,927    | 20,080   |               | [ 大阪府 18 ] |
| 2013年（平成25年） | 11月19日 | 10,477   | 10,263   | 20,740   | [ メトロ 1 ]  | [ 大阪府 19 ] |
| 2014年（平成26年） | 11月11日 | 10,485   | 10,249   | 20,734   | [ メトロ 2 ]  | [ 大阪府 20 ] |
| 2015年（平成27年） | 11月17日 | 10,985   | 10,732   | 21,717   | [ メトロ 3 ]  | [ 大阪府 21 ] |
| 2016年（平成28年） | 11月08日 | 11,149   | 11,023   | 22,172   | [ メトロ 4 ]  | [ 大阪府 22 ] |
| 2017年（平成29年） | 11月14日 | 11,737   | 11,413   | 23,150   | [ メトロ 5 ]  | [ 大阪府 23 ] |
| 2018年（平成30年） | 11月13日 | 11,794   | 11,335   | 23,129   | [ メトロ 6 ]  | [ 大阪府 24 ] |
| 2019年（令和元年） | 11月12日 | 11,795   | 11,199   | 22,994   | [ メトロ 7 ]  | [ 大阪府 25 ] |
| 2020年（令和02年） | 11月10日 | 10,464   | 9,941    | 20,405   | [ メトロ 8 ]  | [ 大阪府 26 ] |
| 2021年（令和03年） | 11月16日 | 10,197   | 9,988    | 20,185   | [ メトロ 9 ]  | [ 大阪府 27 ] |
| 2022年（令和04年） | 11月15日 | 10,409   | 10,120   | 20,529   | [ メトロ 10 ] | [ 大阪府 28 ] |
| 2023年（令和05年） | 11月07日 | 10,655   | 10,449   | 21,104   | [ メトロ 11 ] | [ 大阪府 29 ] |
| 2024年（令和06年） | 11月12日 | 11,021   | 10,738   | 21,759   | [ メトロ 12 ] |               |

## 駅周辺
- WECARS 深江橋店（ハナテン 本社営業所）
- 小野薬品工業 城東工場
- ロッテ 西日本営業部
- デイリーカナートイズミヤ 深江橋店
- フレンドマート 深江橋店
- 東成深江橋郵便局
- 三井住友銀行 深江橋支店（旧河内銀行→住友銀行）
- 大阪府立成城高等学校
- 大阪市立東陽中学校
- 大阪市立城東中学校
- 大阪市立宝栄小学校
- 深江橋歯科クリニック
- 牛葡萄深江橋本店
- MEGAドン・キホーテ 深江橋店
- 阪神高速13号東大阪線
- 国道479号

## バス路線
最寄停留所は地下鉄深江橋となる。以下の路線が乗り入れ、大阪シティバスにより運行されている。
- 21号系統：天満橋
- 22号系統：諏訪神社前/あべの橋
- 86号系統：布施駅前/上新庄駅前

近鉄東大阪線（現：けいはんな線）が開業するまでは、深江橋を起点に枚岡（現在の新石切駅付近）までの近鉄バスもあった。

## 隣の駅
大阪高速電気軌道 (Osaka Metro)
 中央線
緑橋駅 (C20) - 深江橋駅 (C21) - 高井田駅 (C22)
- ( ) 内は駅番号を示す。

### 記事本文